# Сулавеси
Сулаве́си (индон. Sulawesi; возможно от sula «остров» + besi «железо»); традиционное европейское название Це́лебес (от порт. Celebes) — остров в группе Больших Зондских островов Малайского архипелага. Входит в состав Индонезии. Имея площадь около 174 600 км², занимает 11-е место по размеру среди островов мира и является вторым по величине из островов, полностью принадлежащих Индонезии. Окружён морем Сулавеси (Целебесским морем), морем Банда, Молуккским морем и Макасарским проливом.
Население Сулавеси по состоянию на 2020 год составляет 19,9 млн человек — 7,36 % населения Индонезии.

## Этимология
Название Сулавеси возможно, пришло от слов sula («остров») и besi («железо»), что может быть связано с историческим экспортом железа с богатого залежами руды озера Матана.
Имя Целебес было дано острову португальскими исследователями. По оценке Е. М. Поспелова, название от этнонима сула — группы индонезийских племён; вторая часть названия неясна.

## География
Сулавеси является одиннадцатым по величине островом в мире. Его площадь около 174 600 км². Среди островов, полностью входящих в состав Индонезии, является вторым по величине после Суматры.
Имеет необычную форму: от центральной части отходят четыре длинных и узких полуострова. Полуострова Сулавеси образуют три залива Томини, Толо и Бони. Макассарский пролив проходит вдоль западной части острова.
Характерны резкая расчлененность рельефа и отсутствие приморских низменностей. Глыбовые и глыбово-складчатые горы занимают весь остров и круто обрываются к морю. Высота до 3 478 м (гора Рантемарио, в некоторых источниках высшей горой острова указана гора Рантекомбола, 3455 м).
Крупнейшие озера острова — Товути, Посо и Темпе. Озеро Матана с глубиной 590 м входит в десятку самых глубоких озёр мира.

## Флора и фауна

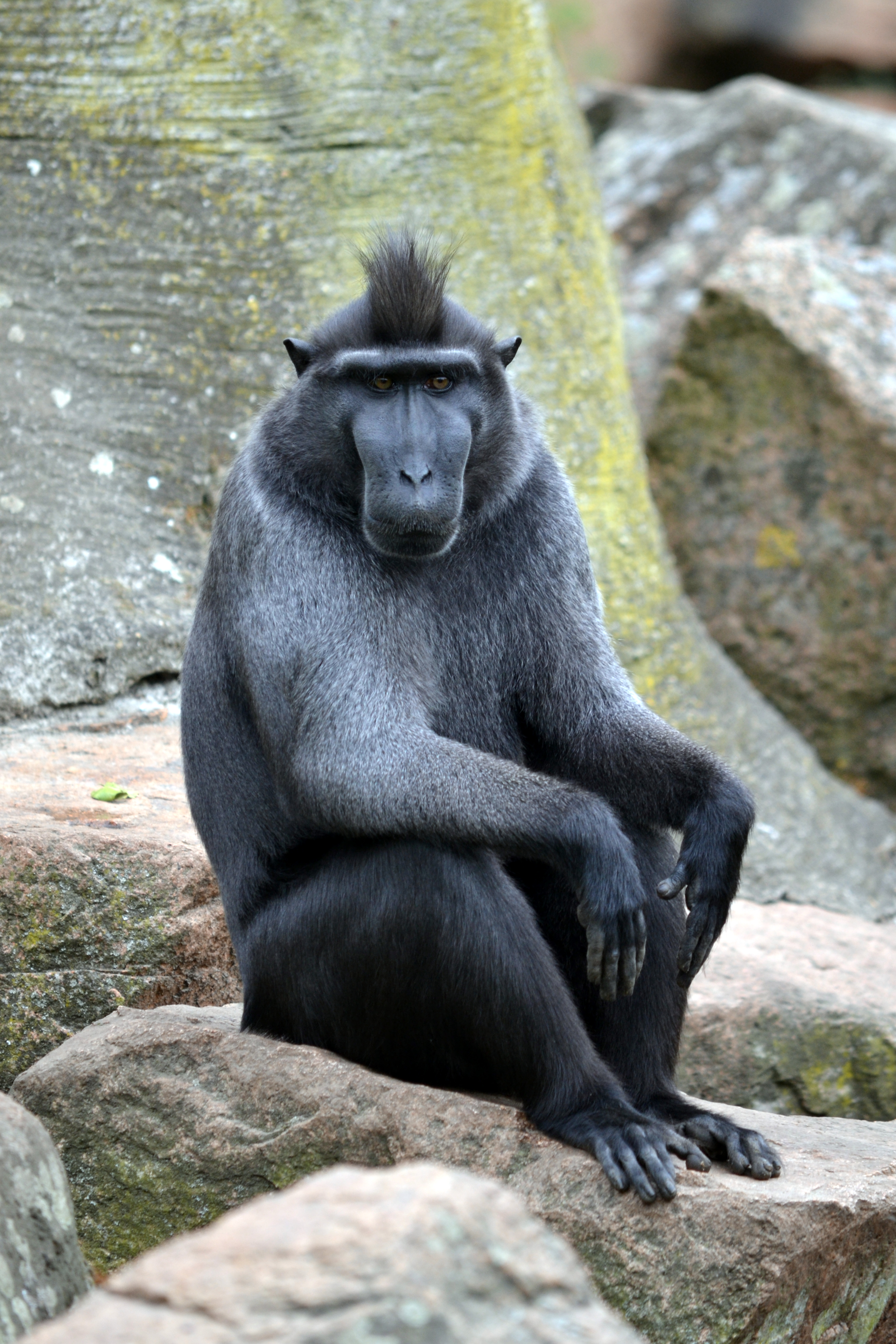
Хохлатый макак

Фауна характеризуется сложным сочетанием индо-малайских и австралийских видов с участием эндемиков (бабирусса, аноа, хохлатый макак, восточные долгопяты рода Tarsius, в том числе пигмей-долгопят, гребнистый крокодил, полосатый варан, сетчатый питон, желтоголовый крайт и др.). Разнообразен мир птиц (какаду, эндемичные виды птиц-носорогов — (калао) и др.).
Многие виды пресноводных креветок Caridina и пресноводных крабов Parathelphusid (Migmathelphusa, Nautilothelphusa, Parathelphusa, Sundathelphusa и Syntripsa) являются эндемиками Сулавеси. Некоторые из этих видов стали очень популярными в аквариумистике, и поскольку ареал большинства из них ограничен одной озерной системой, им угрожает потеря среды обитания и чрезмерный вылов. Существует также несколько эндемичных пещерных креветок и крабов, особенно в Maros Karst. К ним относится Cancrocaeca xenomorpha, который был назван «самым адаптированным к жизни в пещерах видом крабов, известным науке».
Род пресноводных улиток Tylomelania также является эндемиком Сулавеси, при этом ареал большинства видов ограничен озером Посо и системой озер Малили.

## История
Семь каменных орудий с местонахождения в Калио (Calio) датируются возрастом от 1,04 до 1,48 млн лет.
Найденные в 2009 году на острове Сулавеси возле деревни Талепу каменные орудия (отщепы и чопперы) датируются возрастом 118 000—194 000 лет назад. До этого наиболее ранние находки датировались возрастом около 30—40 тыс. лет назад.
Каменные орудия из нижнего слоя Леанг-Бурунг II датируются возрастом 50 тыс. лет.
Наскальный рисунок дикой свиньи, обнаруженный в карстовых пещерах в Маросе и Панкепе признан древнейшим из найденных на Земле предметов живописи. Возраст рисунка из Леанг Тедонгнге, согласно опубликованной в январе 2021 года датировке, составляет не менее 45 500 лет, что делает его самым древним образцом изобразительного искусства, известным науке на момент публикации исследования.
Отпечаток ладони на плейстоценовом памятнике Leang Timpuseng вблизи города Марос имеет минимальный возраст 39,9 тыс. л. н., изображение зверя в Leang Barugayya 2 — 35,7 тыс. л. н., отпечаток ладони в местонахождении Leang Jarie, — 39,4 тыс. л. н., отпечаток руки в Gua Jingwe попадает в диапазон 22,9—27,2 тыс. л. н. Отложения на местонахождении Leang Burung 2 имеют возраст более 35 тыс. лет.
Генетический материал, извлечённый из окаменелой кости связанной с культурой тоалеан (Toalean) молодой донеолитической женщины-охотницы-собирательницы GUP001 (7274—7078 лет до настоящего времени) из известняковой пещеры Леанг Паннинге или Gua Panninge (Южный Сулавеси), показал, что она имела наибольший генетический дрейф и морфологическое сходство с современными папуасскими и австралийскими группами, но представляет собой ранее неизвестную дивергентную человеческую родословную, которая отделилась примерно во время раскола между папуасскими и австралийскими популяциями ~ 37 тыс. л. н. Судя по геному женщины из Леанг Паннинге, у неё есть участки, родственные денисовцам и восточноазиатским предкам, что свидетельствует об их крупномасштабном вытеснении из региона. Доля денисовских генов в геноме женщины из Леанг Паннинге — 2,2 ± 0,5 %, что меньше, чем у большинства коренных австралийцев и папуасов. У неё определили митохондриальную гаплогруппу M (субклад M1). Её предки могли жить на острове Сулавеси ещё до заселения Сахула предками папуасов, австралийских и тасманийских аборигенов — не менее 50 тыс. лет назад. Для технокомплекса Тоалеан, существовавшего на юге Сулавеси примерно с 8000 л. н. примерно до V века нашей эры, характерны каменные орудия, в том числе крошечные, тонко обработанные наконечники стрел, известные как наконечники Марос (Maros points), которые больше нигде не встречаются ни на острове, ни в Индонезии.
Европейцам Сулавеси известен с 1512 года (открыт португальцами с запада).
В сентябре 2018 года на Сулавеси произошло крупное землетрясение и цунами.

## Население
Население 16 475 600 чел. (2007), сосредоточено на юго-западе острова, на полуострове Минахаса, на побережье заливов Боне и Томини. Крупные народы — бугийцы и макасары на юго-западе, минахасцы — в северной части, но представлено также очень большое количество других народов: тораджи, горонтало, болаанг-монгондоу, мори и другие. Говорят на сулавесийских языках. Горные районы в центре острова заселены слабо. Традиционно живут достаточно изолированной друг от друга жизнью, и коммуникации между ними лучше налажены по морю, чем по суше.
Религиозный состав: 80 % мусульмане, 18 % христиане.

## Хозяйственная деятельность населения
Обрабатывается около 10 % площади. Выращивается рис, кукуруза.
На южной и северной оконечности острова плантации кофе, кокосовой пальмы, хлопчатника, табака.
Добываются железо, марганец, никель и сера.
Главные порты Макасар, Манадо. Природный парк Тангкоко-Батуангус.

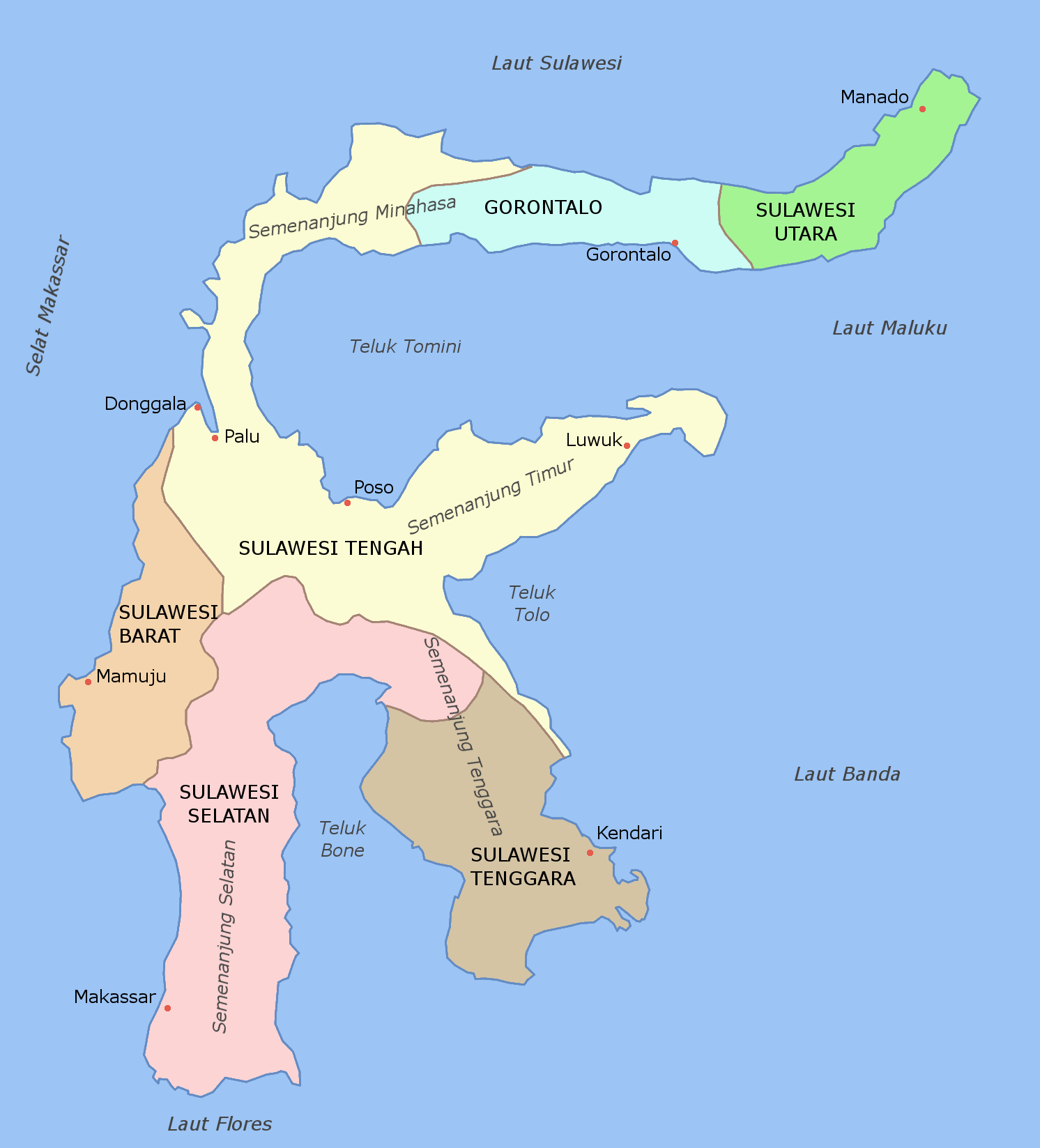
Административное деление острова Сулавеси

## Административное деление
В административном отношении делится на шесть провинций:
- Горонтало
- Западный Сулавеси
- Северный Сулавеси
- Центральный Сулавеси
- Южный Сулавеси
- Юго-Восточный Сулавеси

## Вулканы
На северо-восточной оконечности Минахаса — действующие вулканы Клабат и Сопутан.